# آرتور بیرکت
آرتور بیرکت (انگلیسی: Arthur Birkett; ۲۵ اکتبر ۱۸۷۵ – ۱ آوریل ۱۹۴۱) بازیکن کریکت اهل بریتانیا بود.